# الیکایی جزیرک فیر
الیکایی جزیرک فیر (نام علمی: Troglodytes troglodytes fridariensis) نام یک زیرگونه از گونه الیکایی اوراسیایی است.